# Punta musteriense

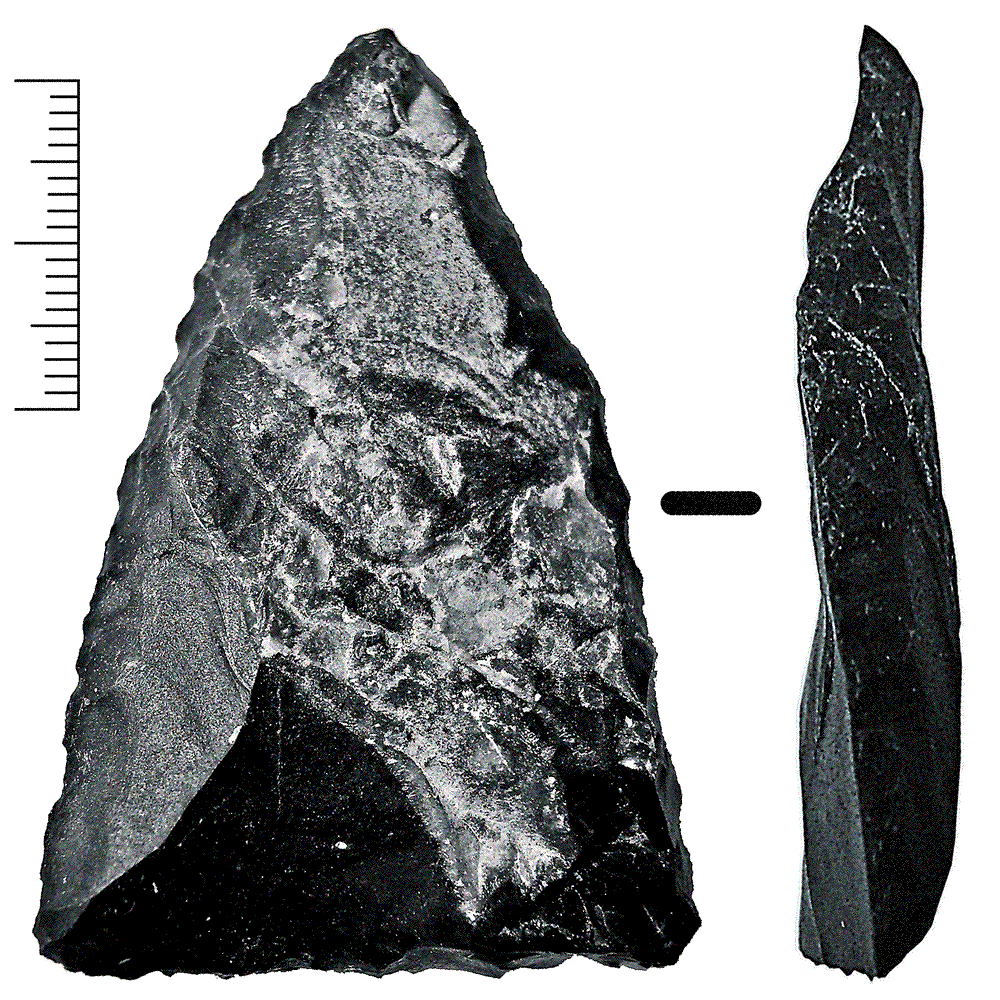
Punta musteriense.

La punta musteriense es un instrumento lítico prehistórico hecho sobre lasca (o sobre punta Levallois), cuya elaboración de los bordes tiene como resultado una forma triangular o romboidal. En los bordes tiene un retoque importante, regular, directo y continuo, que converge en un vértice del soporte en forma claramente aguzada. La pieza debe ser puntiaguda tanto de frente como de perfil, no ser excesivamente gruesa y no tener ningún resalte apreciable en el ápice —de lo contrario debería clasificarse como raedera convergente—; el talón de la lasca-soporte debe ocupar una posición sur respecto al eje morfológico del útil (cuando no es así, el retoque debe haberlo suprimido). Ocasionalmente, si la pieza es alargada, puede discriminarse como subtipo la «punta musteriense alargada».
Las puntas musterienses son características de la industria lítica del Paleolítico Medio, aunque ya aparecen en algunas industrias del Paleolítico Inferior.